# Tito Giliberto
Tito Giliberto (Venezia, 20 maggio 1963) è un giornalista e scrittore italiano.

## Biografia
Dopo la laurea in Lettere moderne all'Università Statale di Milano (con specializzazione in Storia del Giornalismo) ha lavorato al rotocalco quotidiano di Canale 5 Verissimo, di cui è stato uno dei conduttori nell'edizione del mattino. Quindi è passato al TG5, conducendo l'edizione delle 17 del telegiornale dall'autunno 2007. Dal novembre 2011 approda al canale all news Mediaset, TGcom24. 
Ha pubblicato un saggio sul giornalismo milanese 1848-53 (1989, Museo del Risorgimento di Milano), thriller su Mozart (2005, Todero), Vivaldi (2007, Todero), la cronaca nera in tv (2009, Vertigo), il pittore rinascimentale Bosch (2019, Albatros), allegoria sull'Unione Europea. Usa l'autopubblicazione per l'instant book polemico "Il Puritano" (2011, Il mio libro).
Nel 2020 avvia la produzione di documentari e self-film. Con "Vivaldi: l'ultima stagione" (2021, Kobo), il precedente thriller viene riscritto come apocrifo da un philosophe settecentesco: cioè un'analisi sul populismo. Ne vengono realizzate versioni cinematografiche in inglese e in francese. Nel 2022, il primo docu-film pluripremiato: "L'Era Antifascista" (1 ora e 20 minuti), costruito intorno all'intervista sull'antifascista Lauro De Bosis a Giovanni Grasso, Direttore Comunicazione al Quirinale. Nel 2024, "Fake Art - L'inganno del fascismo" (63 minuti), analisi critica sull'architettura littoria, pure in versione cartacea e ebook.